# Прапор Одергема
Прапор Одергема був прийнятий рішенням ради 6 січня 1925 року як прапор брюссельської комуни Одергем. 

## Геральдичний опис
В описі прапора йдеться:
Поділено на три поля: синє (верхня ліва половина), зелене (нижня ліва половина) і червоне (права половина).

## Символізм
Кожен з трьох кольорів має символічне значення.
- Зелений символізує ліс, який покривав територію в середні віки.
- Синій для мантії Богородиці.
- Червоний — поле, на якому розміщено герб абатства Руж-Клутр (корона, перехрещена двома пальмами та меч).

Кольори прапора походять від герба комуни.

Греб Одергема